# Albinas Tebėra
Albinas Tebėra (* 19. Dezember 1951 in Juknonys bei Žiežmariai, Rajongemeinde Kaišiadorys) ist ein litauischer Forstwissenschaftler, Direktor einer Forsthochschule in Girionys.

## Leben
Nach dem Abitur 1969 an der Mittelschule Žiežmariai absolvierte Tebėra von 1969 bis 1974 das Diplomstudium mit Auszeichnung als Forstwirtschaftsingenieur an der Forstfakultät der Lietuvos žemės ūkio akademija bei Kaunas und von 1976 bis 1979 die Aspirantur am Forstinstitut Litauens.
Von 1974 bis 1976 war er  wissenschaftlicher Mitarbeiter im Forstwirtschaftsinstitut Litauens und von 1979 bis 1983 an der Forstfakultät der LŽŪA. 1981 promovierte Tebėra  zum Thema  „Įvairaus tankumo pušynų našumo ir prekingumo modeliavimas“ zum Kandidaten der Agrarwissenschaften am Institut für Forsttechnologie in Brjansk (im südwestlichen Russland).
Er lehrte als Dozent an der Lietuvos žemės ūkio akademija. Von 1989 bis 1990 leitete er den Forstlehrstuhl an der LŽŪA. Von 1990 bis 2000 war er Dekan und von 2000 bis 2002 Prodekan der Forstfakultät der Lietuvos žemės ūkio universitetas. Seit 2002 leitet Tebėra als Direktor das Kolleg für Forst- und Umweltingenieurwesen in Girionys (Rajongemeinde Kaunas).
Von 1994 bis 1998  war Tebėra Vizepräsident und von 1998 bis 2002 leitete  als Präsident  den Litauischen Försterverband Lietuvos miškininkų sąjunga. Er war auch Mitglied im Beratungsrat für Forstwirtschaft am Umweltministerium Litauens und im wissenschaftlichen-technischen Rat für Forstbewirtschaftung bei Valstybinė miškų tarnyba.
Tebėra nahm als Kandidat der Partei Lietuvos demokratų partija im Wahlbezirk der Gemeinde Kazlų Rūda an den Kommunalwahlen 2000 teil.
Tebėra ist verheiratet und hat mit seiner Frau Marija die Tochter Živilė und den Sohn Tadas.